# Frederick Thompson (bokser)
Frederick Thompson – jamajski bokser, brązowy medalista Igrzysk Ameryki Środkowej i Karaibów z roku 1938. W walce o brązowy medal pokonał Kubańczyka Raúla Sanguily.